# العلاقات الجنوب سودانية السلوفاكية
العلاقات الجنوب سودانية السلوفاكية هي العلاقات الثنائية التي تجمع بين جنوب السودان وسلوفاكيا.

## مقارنة بين البلدين
هذه مقارنة عامة ومرجعية للدولتين:
| وجه المقارنة                                              | جنوب السودان                  | سلوفاكيا                                                       |
| --------------------------------------------------------- | ----------------------------- | -------------------------------------------------------------- |
| المساحة (كم2)                                             | 619.75 ألف                    | 49.03 ألف                                                      |
| عدد السكان (نسمة)                                         | 12.58 مليون                   | 5.44 مليون                                                     |
| الكثافة السكانية (ن./كم²)                                 | 20.3                          | 110.95                                                         |
| العاصمة                                                   | جوبا                          | براتيسلافا                                                     |
| اللغة الرسمية                                             | لغة إنجليزية                  | اللغة السلوفاكية                                               |
| العملة                                                    | جنيه جنوب سوداني، جنيه سوداني | كرونة سلوفاكية، يورو                                           |
| الناتج المحلي الإجمالي (بليون دولار)                      | 2.90 مليار                    | 95.77 مليار                                                    |
| الناتج المحلي الإجمالي (تعادل القوة الشرائية) بليون دولار | 22.88 مليار                   | 162.34 مليار                                                   |
| الناتج المحلي الإجمالي الاسمي للفرد دولار أمريكي          | 73                            | 16.09 ألف                                                      |
| الناتج المحلي الإجمالي للفرد دولار أمريكي                 | 2.02 ألف                      | 30.46 ألف                                                      |
| مؤشر التنمية البشرية                                      | 0.467                         | 0.844                                                          |
| رمز المكالمات الدولي                                      | +211                          | +421                                                           |
| رمز الإنترنت                                              | .ss                           | .sk                                                            |
| المنطقة الزمنية                                           | ت ع م+03:00                   | توقيت وسط أوروبا، ت ع م+01:00، ت ع م+02:00، أوروبا/براتيسلافا ‏ |

## منظمات دولية مشتركة
يشترك البلدان في عضوية مجموعة من المنظمات الدولية، منها:
| علم المنظمة | اسم المنظمة                               | تاريخ انضمام جنوب السودان | تاريخ انضمام سلوفاكيا |
| ----------- | ----------------------------------------- | ------------------------- | --------------------- |
|             | مؤسسة التنمية الدولية                     | 18 أبريل 2012             | 1993                  |
|             | يونسكو                                    | 27 أكتوبر 2011            | 9 فبراير 1993         |
|             | وكالة ضمان الاستثمار متعدد الأطراف        | 18 أبريل 2012             | 1993                  |
|             | الأمم المتحدة                             | 14 يوليو 2011             | 19 يناير 1993         |
|             | الاتحاد البريدي العالمي                   | ?                         | ?                     |
|             | البنك الدولي للإنشاء والتعمير             | 18 أبريل 2012             | 1993                  |
|             | الاتحاد الدولي للاتصالات                  | 3 أكتوبر 2011             | 23 فبراير 1993        |
|             | مؤسسة التمويل الدولية                     | 18 أبريل 2012             | 1993                  |
|             | المركز الدولي لتسوية المنازعات الاستشارية | 18 مايو 2012              | 26 يونيو 1994         |
|             | منظمة الشرطة الجنائية الدولية             | ?                         | ?                     |

## وصلات خارجية
- موقع وزارة الخارجية الجنوب سودانية
- موقع وزارة الخارجية السلوفاكية